# Лінкольн (округ, Північна Кароліна)
Шаблон:StateAbbr_ 35°29′ пн. ш. 81°13′ зх. д. / 35.48° пн. ш. 81.22° зх. д.
Округ  Лінкольн (англ. Lincoln County) — округ (графство) у штаті  Північна Кароліна, США. Ідентифікатор округу 37109.

## Історія
Округ утворений 1778 року.

## Демографія
За даними перепису 
2000 року 
загальне населення округу становило 63780 осіб, зокрема міського населення було 24404, а сільського — 39376.
Серед мешканців округу чоловіків було 31720, а жінок — 32060. В окрузі було 24041 домогосподарство, 18181 родин, які мешкали в 25717 будинках.
Середній розмір родини становив 3.
Віковий розподіл населення поданий у таблиці:
| Стать    | До 15 років | 15-21 | 22-29 | 30-39 | 40-49 | 50-65 | 65-85 | Понад 85 |
| -------- | ----------- | ----- | ----- | ----- | ----- | ----- | ----- | -------- |
| Чоловіки | 6851        | 2822  | 3319  | 5480  | 4958  | 5304  | 2793  | 193      |
| Жінки    | 6478        | 2519  | 3265  | 5068  | 4959  | 5407  | 3824  | 540      |

## Суміжні округи
- Кетоба — північ
- Еределл — північний схід
- Мекленберг — південний схід
- Ґестон — південь
- Клівленд — захід
- Берк — північний захід

## Виноски
1. ↑  U.S. Decennial Census. United States Census Bureau. Архів оригіналу за 19 липня 2018. Процитовано 17 січня 2015.
2. ↑  Historical Census Browser. University of Virginia Library. Архів оригіналу за 11 серпня 2012. Процитовано 17 січня 2015.
3. ↑  Forstall, Richard L., ред. (27 березня 1995). Population of Counties by Decennial Census: 1900 to 1990. United States Census Bureau. Архів оригіналу за 3 березня 2015. Процитовано 17 січня 2015.
4. ↑  Census 2000 PHC-T-4. Ranking Tables for Counties: 1990 and 2000 (PDF). United States Census Bureau. 2 квітня 2001. Архів оригіналу (PDF) за 18 грудня 2014. Процитовано 17 січня 2015.
5. ↑  State & County QuickFacts. United States Census Bureau. Архів оригіналу за 7 червня 2011. Процитовано 21 жовтня 2013.(англ.) Наведено за англійською вікіпедією.
6. ↑  American FactFinder. Бюро перепису населення США. Архів оригіналу за 26 лютого 2012. Процитовано 31 січня 2008.

| США | Це незавершена стаття з географії США. Ви можете допомогти проєкту, виправивши або дописавши її. |